# ميو (إيران)

ميو (بالفارسية: ميو) هي قرية تتبع منطقة دشت لاله الريفية في ناحية اسير في مقاطعة مهر التابعة لمحافظة فارس الإيرانية. بلغ عدد سكانها 96 نسمة في 18 عائلة في عام 2006.